# Beachhandball-Ozeanienmeisterschaften 2016
Die Beachhandball-Ozeanienmeisterschaften 2016, die kontinentalen Meisterschaften der Oceania Continent Handball Federation (OHF), waren die zweite Austragung des Wettbewerbs. Die Spiele wurden vom 27. bis 28. Februar in Coolangatta, Gold Coast, Australien, ausgetragen.

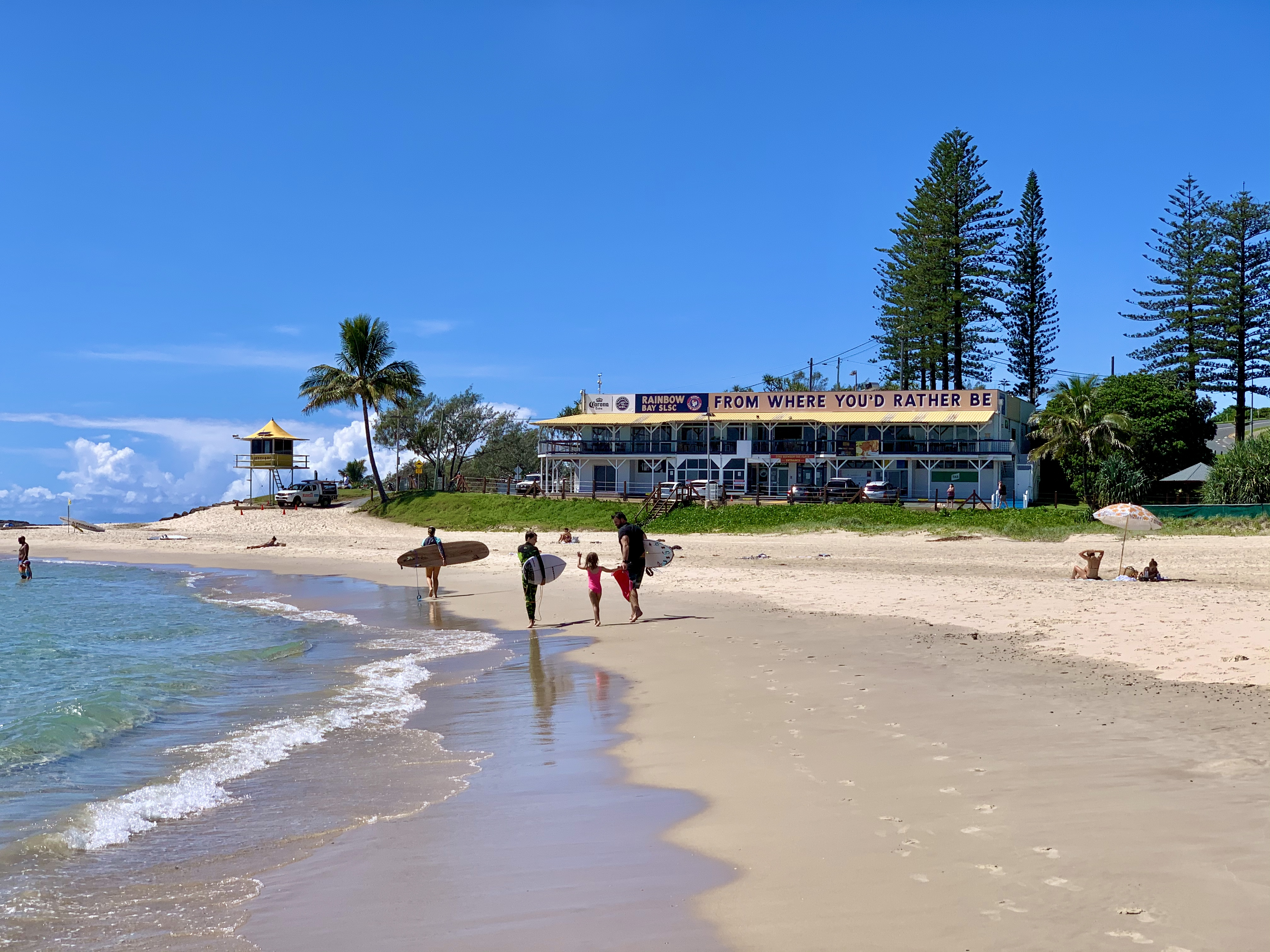
Greenmount Beach

Wie schon drei Jahre zuvor nahmen an den kontinentalen Meisterschaften Ozeaniens nur die Mannschaften Australiens und Neuseelands teil. Erneut gewann Australien die Titel bei beiden Geschlechtern, musste bei den Männern dieses Mal aber in den Shootout. Die Meisterschaft war zugleich Qualifikationsturnier für die Weltmeisterschaften 2016.
| Frauen Details | Coolangatta, Gold Coast, Australien | Australien | 2:0 | Neuseeland | nur zwei Teilnehmer | nur zwei Teilnehmer | nur zwei Teilnehmer |
| Männer Details | Coolangatta, Gold Coast, Australien | Australien | 2:1 | Neuseeland | nur zwei Teilnehmer | nur zwei Teilnehmer | nur zwei Teilnehmer |

## Platzierungen teilnehmenden Nationalmannschaften
| Nation         | Frauen | Männer |
| -------------- | ------ | ------ |
| Australien     | 01     | 01     |
| Neuseeland     | 02     | 02     |
| Teilnehmerzahl | 02     | 02     |

| Legende | Legende | Legende | Legende              |
| ------- | ------- | ------- | -------------------- |
| 1       | 2       | 3       | Podest-Platzierungen |